# Michael Oenning
Michael Oenning (Coesfeld, NSZK, 1965. szeptember 27. –) német labdarúgó, labdarúgóedző. 2009 és 2011 között az 1. FC Nürnberg és a Hamburger SV csapatait irányította a Bundesligában. Utoljára az FC Wacker Innsbruck vezetőedzője az Osztrák másodosztályban.

## Pályafutása

### Játékosként
Az 1980-as és az 1990-es években az Eintracht Coesfeld, SV Wilmsberg, SC Preußen Münster, Hammer SpVg, TSG Dülmen és SC Pfullendorf csapataiban játszott, miközben sportmenedzseri diplomát szerzett.

### Edzőként
1999-ben kezdte edzői pályafutását. Oenning 1999 és 2004 között a Württembergi Labdarúgó Szövetség munkatársa volt, 2000-ben csatlakozott a német válogatott utánpótlásedzői stábjához, ahol az U18-as és U20-as korosztály mellett segédedzőként tevékenykedett.
2004-ben a Borussia Mönchengladbachnál lett Dick Advocaat asszisztense. 2005-ig dolgozott a Borussiánál, ekkor csatlakozott a VfL Wolfsburg edzői stábjához, ahol előbb Holger Fach, majd Klaus Augenthaler segítője lett. Két évad után, 2007-ben, Oenning csatlakozott a VfL Bochumhoz, ahol szintén az utánpótlásképzésben vállalt munkát.
2008 februárjában Thomas von Heesen segítője lett, akinek munkáját a Nürnberg csapatánál segítette. 2008. augusztus 28-án von Heesent menesztették és Oenning lett helyette az első csapat vezetőedzője. A Nürnberg 2009-ben megnyerte az élvonalba jutásért rendezett rájátszást, így a következő évadban a Bundesligában szerepelhetett, ahol 2009. december 21-éig Oenning irányította a csapatot.
A 2010-11-es Bundesliga szezon előtt Armin Veh asszisztense lett a Hamburgnál, ahol Veh menesztését követően szintén ő vette át az első csapat irányítását, de a 2011-12-es szezont megelőzően őt is menesztették.
2016. január 2-án Oenninget nevezték ki a Vasas élére. A 2015-2016-os szezon végén sikerült csapatát az élvonalban tartani, ezért szerződését meghosszabbították. A következő szezonban a Vasas a harmadik helyen zárta a bajnokságot és szerepelhetett a 2017–2018-as Európa-liga selejtezőiben is. A 2017-2018-as szezon már nem sikerült ilyen bravúrosan a budapesti csapatnak, amely a 12., utolsó helyen végezve kiesett a másodosztályba. 2018. június 4-én bejelentették, hogy Oenning hónap végén lejáró szerződését nem újítják meg. 2018. november 14-én jelentették be, hogy a német másodosztályban szereplő 1. FC Magdeburg kinevezte vezetőedzőjének Oenninget. A 2018-2019-es szezon végén azonban kiesett a csapat a második ligából, szerződését nem hosszabbították meg. 2019. október 14-én kinevezték a görög első osztályban játszó Árisz Szaloníki vezetőedzőjévé. A 2019–2020-as szezonban az 5. helyen végzett csapatával a bajnokságban és bár a következő szezont két győzelemmel kezdte az Árisz, miután az Európa-liga selejtezőjében az ukrán Kolosz Kovalivkával szemben kiesett, Oenninget 2020. szeptember 22-én menesztették. 2021 januárjától az Újpest vezetőedzője lett. A 2020-2021-es szezonban kupagyőzelmet ünnepelhetett a csapattal, a döntőben az Újpest a Fehérvárt győzte le 1–0-ra. Az év végén a 2021–2022-es szezon első felében nyújtott gyengébb teljesítmény következtében menesztették posztjáról.

## Statisztika

### Edzőként
Legutóbbi frissítés: 2023. november 17.
| Csapat              | –tól                | –ig                  | Statisztika | Statisztika | Statisztika | Statisztika | Statisztika | Statisztika | Statisztika | Statisztika |
| Csapat              | –tól                | –ig                  | M           | GY          | D           | V           | RG          | KG          | GK          | GY %        |
| ------------------- | ------------------- | -------------------- | ----------- | ----------- | ----------- | ----------- | ----------- | ----------- | ----------- | ----------- |
| 1. FC Nürnberg      | 2008. augusztus 28. | 2009. december 21.   | 54          | 21          | 15          | 18          | 68          | 61          | +7          | 38.89       |
| Hamburger SV        | 2011. március 13.   | 2011. szeptember 19. | 15          | 2           | 6           | 7           | 17          | 28          | –11         | 13.33       |
| Vasas SC            | 2016. január 2.     | 2018. június 3.      | 93          | 35          | 20          | 38          | 128         | 129         | –1          | 37.63       |
| 1. FC Magdeburg     | 2018. november 14.  | 2019. június 30.     | 21          | 5           | 7           | 9           | 32          | 44          | –7          | 23.81       |
| Árisz               | 2019. október 12.   | 2020. szeptember 18. | 36          | 12          | 12          | 12          | 45          | 47          | –7          | 33.33       |
| Újpest              | 2021. január        | 2021. december 31.   | 34          | 14          | 5           | 14          | 0           | 0           | 0           | 41.18       |
| FC Wacker Innsbruck | 2022. január 28.    | 2022. június 30.     | 14          | 4           | 4           | 6           | 0           | 0           | 0           | 28.57       |
| Összesítve          | Összesítve          | Összesítve           | 295         | 101         | 75          | 119         | 290         | 309         | –19         | 34.25       |

## Sikerei, díjai

### Edzőként
- 1. FC Nürnberg:
  - Bundesliga 2-bronzérmes: 2008-09
- Vasas SC:
  - NB1-bronzérmes: 2016-17
  - 2016–2017-es magyar labdarúgókupa ezüstérmes
- Újpest FC:
  - 2020–2021-es magyar labdarúgókupa győztese